# Patrick Petitjean
Pour les articles homonymes, voir Petitjean.
Patrick Petitjean  né en 1955 est un astrophysicien français. Il travaille à l'Institut d'astrophysique de Paris.

## Biographie
Il est diplômé de l'École centrale Paris (promotion 1977).

## Travaux de recherche
Ses travaux de recherche portent, entre autres, sur :
- les raies d'absorption dans le spectre des quasars ;
- la formation et l'évolution des galaxies ;
- la formation d'étoiles et les noyaux actifs dans les galaxies.

Il a notamment contribué aux sujets suivants :
1. la mesure de la décroissance de la température du fond diffus cosmologique au cours du temps[2], conformément aux prédictions du Big Bang[3] ; voir aussi  pour une mesure précise de cette température à partir de l'observation de raies de monoxyde de carbone[4],[5].
2. Des contraintes sur les variations temporelles de certaines constantes physiques[6].

## Publications
- (en) « The sizes of absorption line systems », dans Probing Galaxies Through Quasar Absorption Lines (IAU C199), Cambridge University Press, 2005, 493 p. (ISBN 9780521852050, lire en ligne), p. 42-